# 永尾神社
永尾神社（えいのおじんじゃ）は、熊本県宇城市不知火町永尾にある神社である。
永尾剱神社（えいのおつるぎじんじゃ）と表記・呼称されることが多い。旧社格は村社。不知火海（八代海）を望む海中に建つ鳥居があることでも知られる。

## 由緒
713年（和銅6年）、元命天皇の勅願により、国郡鎮護のため創建された。社伝によると、かつて海童神が、はるかかなたより「えい」の背中に乗ってやってきて、この地に鎮座したと伝わる。神社が鎮座する北側の鎌田山から鎮座地にかけての地形が、不知火海側から見ると「えい」が山に向かって横たわっているように見え、神社の場所が「えい」の 尾（しっぽ）の位置にあたるため、「永尾（えいのお）」と呼ばれるようになった。また、「えい」の尾が剣状であるため、別名が剣神社とよばれている。伝説では、太古に海童神を乗せた巨大な「えい」が、不知火海から神社鎮座地の宇土半島を乗り越えようとすると、巨大な網で行く手を阻まれ引き返すこともできず、その場に鎮座し「えい」の尾の先に神社が建立されたと伝わる。諸説あるが、その網を引いた場所に、網津、網引、網田の地名がついたともいわれている。氏子のなかには「えい」は神の眷属として食べない者がいる。特に胃腸病平癒の御神徳の神として崇められている。不知火海を望む海中に鳥居が立つ。
毎年、旧暦の8月1日に行われる八朔祭は、不知火出現の日と重なるため、小高い丘にあり眺めの良い境内には、多くの参拝客が訪れる。

## 御祭神
以下の神々を祀る。
- 海童神（玉依姫命） - 主祭神
- 菅原道真公
- 大山祗神
- 火産霊神
- 小一領神

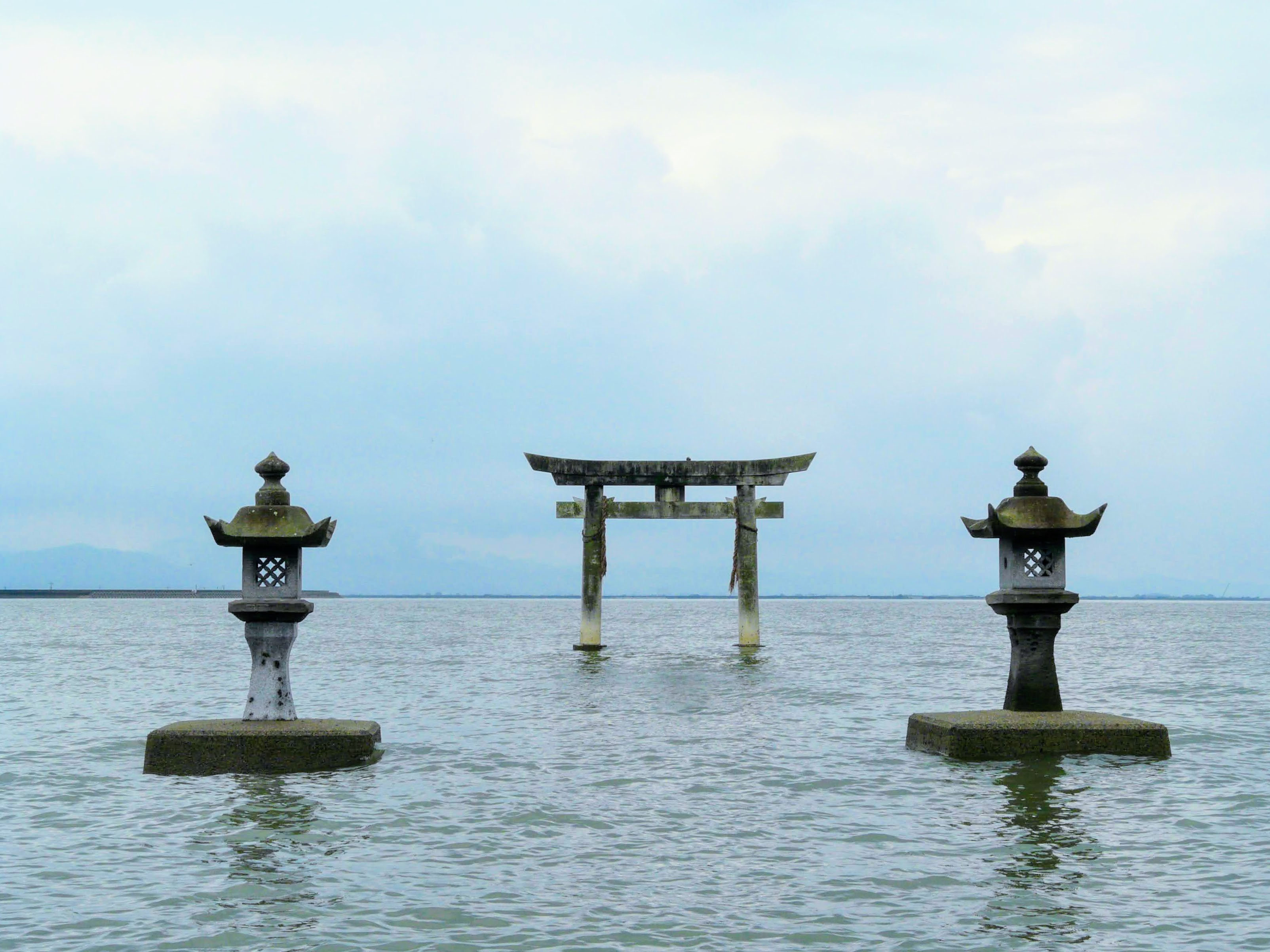
不知火海を望む海中鳥居
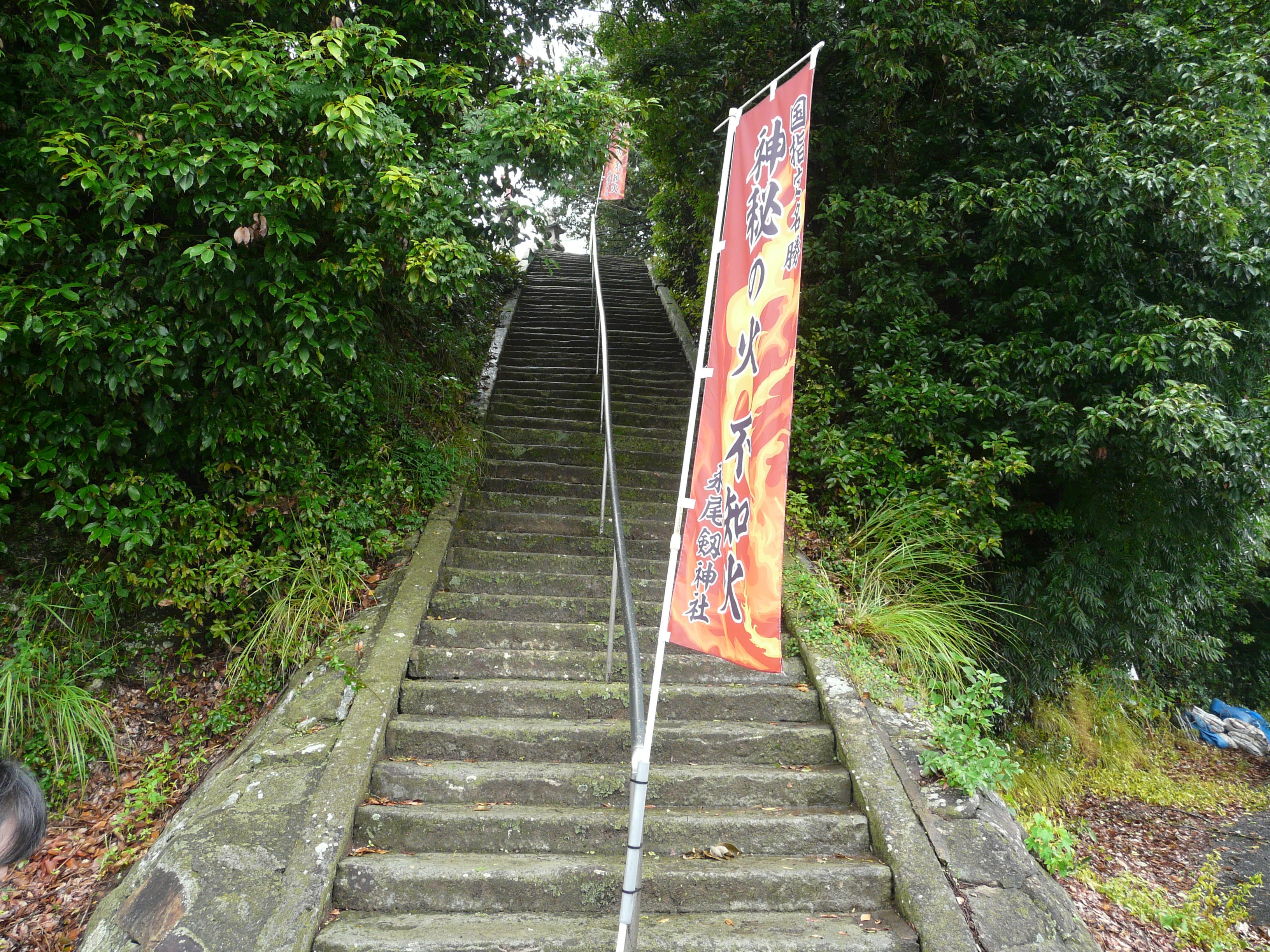
高台にある境内への参道石段
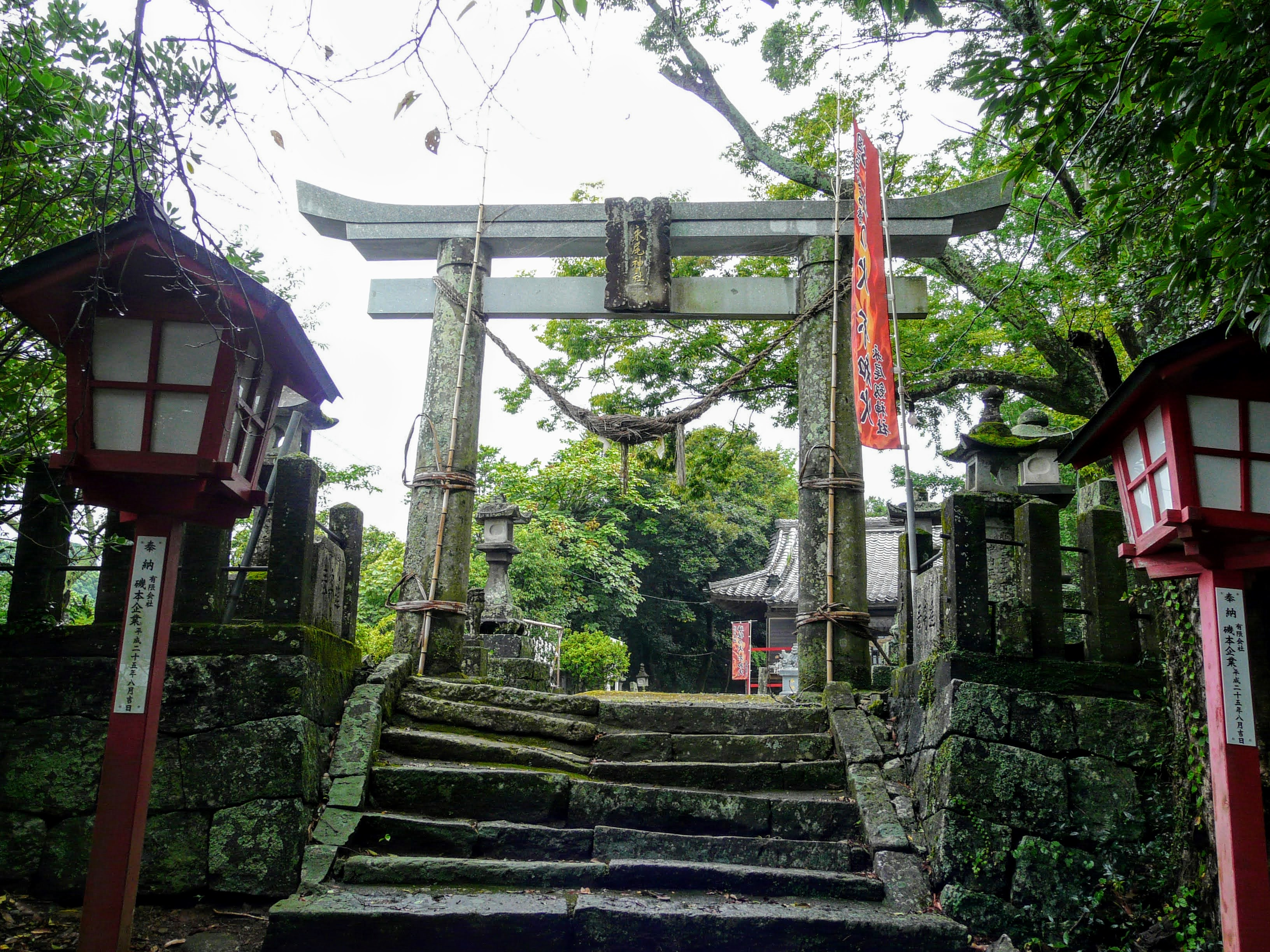
参道最上段にある鳥居

## 例大祭
- 夏の大祭（八朔祭） - 八朔の日（旧暦の8月1日）。前夜に「不知火・海の火まつり」が宇城市不知火町の松合新港や永尾神社一帯で開催される[2]。
- 秋の大祭 - 11月15日